# آسلي
آسلي هي مدينة من مدن هايتي. يبلغ عدد سكانها 30,240 نسمة وذلك حسب إحصائيات سنة 2003. يبلغ ارتفاع المدينة عن سطح البحر قرابة 125 متر. تبلغ مساحتها 153.82 كم².